# Jermaine Pennant
Jermaine Pennant (født 15. januar 1983 i Nottingham, England) er en engelsk fodboldspiller, der spiller som kant. Han har gennem karrieren været tilknyttet blandt andet Arsenal, Liverpool og Stoke.